# (25264) Erickeen
(25264) Erickeen est un astéroïde de la ceinture principale d'astéroïdes.

## Description
(25264) Erickeen est un astéroïde de la ceinture principale d'astéroïdes. Il fut découvert le 10 novembre 1998 à Socorro (Nouveau-Mexique) par le projet LINEAR. Il présente une orbite caractérisée par un demi-grand axe de 2,76 UA, une excentricité de 0,07 et une inclinaison de 9,4° par rapport à l'écliptique.

## Compléments